# Eazy-E

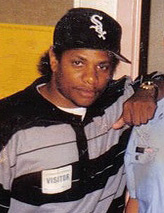
Eazy-E (1993)

Eric Lynn Wright (* 7. September 1964 in Compton, Kalifornien; † 26. März 1995 in Los Angeles, Kalifornien) war ein US-amerikanischer Rapper, der als Eazy-E bekannt wurde.

## Leben
In seiner Jugend legte sich Eric Lynn Wright, damals noch als „Casual“ bekannt, ein kriminelles Image zu. Nach eigenen Angaben handelte er während und nach dem Schulabschluss mit Drogen, um mit dem Erlös von ca. 500.000 US-Dollar sein eigenes Plattenlabel Ruthless Records zu finanzieren und um den Musik-Manager Jerry Heller zu bezahlen. Zu dieser Zeit kam die Droge Crack auf den Markt, deren Potenzial Eazy wohl sehr früh erkannt haben musste. Zusammen mit Ice Cube, Dr. Dre, DJ Yella, MC Ren und einigen Freunden veröffentlichten sie unter dem Namen N.W.A (Niggaz With Attitudes) 1987 ihr erstes Album N.W.A and the Posse. Der Erfolg stellte sich erst mit dem darauffolgenden Album Straight Outta Compton ein, auf welchem eine Hip-Hop-Cover-Version von Charles Wrights Express Yourself die B-Seite eröffnete.
Zu den bekanntesten Liedern zählt unter anderem der Song Fuck Tha Police, in dem das rassistische Verhalten der Polizei von Los Angeles gegenüber der afro-amerikanischen Bevölkerung angeprangert wird. Die Songtexte sind genretypisch teils hart, aber auch ironisch.
Kurz nach Straight Outta Compton veröffentlichte Eazy-E seine erste Solo-LP Eazy-Duz-It, welche mit Doppel-Platin ausgezeichnet wurde. 1989 verließ Ice Cube N.W.A, woraufhin Eazy-E den größten Teil seiner Rap-Passagen für Niggaz 4 Life (rückwärts Efil4zaggin) (1991) übernahm. Kurz darauf brach N.W.A auseinander, was ein langwieriges Gerichtsverfahren zwischen den Beteiligten von N.W.A, Heller, Ruthless Records und Death Row Records (Suge Knight) nach sich zog. Dr. Dre machte sich auf seinem Solo-Debüt The Chronic in mehreren Liedern über Eazy-E lustig. Dieser konterte mit Songs wie Real Muthaphuckkin G’s (mit B. G. Knocc Out & Gangsta Dresta) oder It’s On, welche beide auf seiner EP It’s On (Dr. Dre) 187um Killa vertreten sind. Ruthless Records wurde ebenfalls erfolgreich mit Above the Law und Bone Thugs-N-Harmony.
Anfang 1995 wurde bei Eazy-E AIDS diagnostiziert. Er starb am 26. März 1995, kurz nachdem er mit Ice Cube und Dr. Dre wieder Frieden geschlossen hatte. Str8 Off tha Streetz of Muthaphukkin Compton wurde nach seinem Tod veröffentlicht, gefolgt von zuvor nicht veröffentlichtem Material unter dem Namen Impact of a Legend. Eazy-E war Vater von sieben Kindern von sechs verschiedenen Frauen. Sein erster Sohn wurde am 23. April 1984 geboren. Dieser ist ebenfalls MC und unter dem Pseudonym Lil Eazy-E bekannt.
Bis heute gilt Eazy-E als der Pate des Gangsta-Rap und als Mitbegründer der erfolgreichen G-Funk-Ära und ging nicht zuletzt deshalb als eine der schillerndsten, aber auch ehrlichsten Figuren in die Rap-Geschichte ein. Sein Andenken halten mittlerweile Bone Thugs-N-Harmony und die neuen Ruthless-Records-Künstler in Ehren. Des Weiteren erhielt er in Grand Theft Auto: San Andreas eine Hommage, indem er als Vorbild für das Aussehen der Figur Ryder diente. Ein weiterer Tribut wird ihm mehrmals in dem Video zum Song I Need a Doctor von Eminem, Dr. Dre und Skylar Grey gegeben. Darin wird am Ende des Videos sein Grab gezeigt, vor dem Dr. Dre kniet.
2012 erschien der Dokumentarfilm Ruthless Memories mit Interviews von Jerry Heller, MC Ren und B. G. Knocc Out.
In der 2015 veröffentlichten Filmbiografie Straight Outta Compton wurde er vom Schauspieler Jason Mitchell verkörpert.

## Diskografie

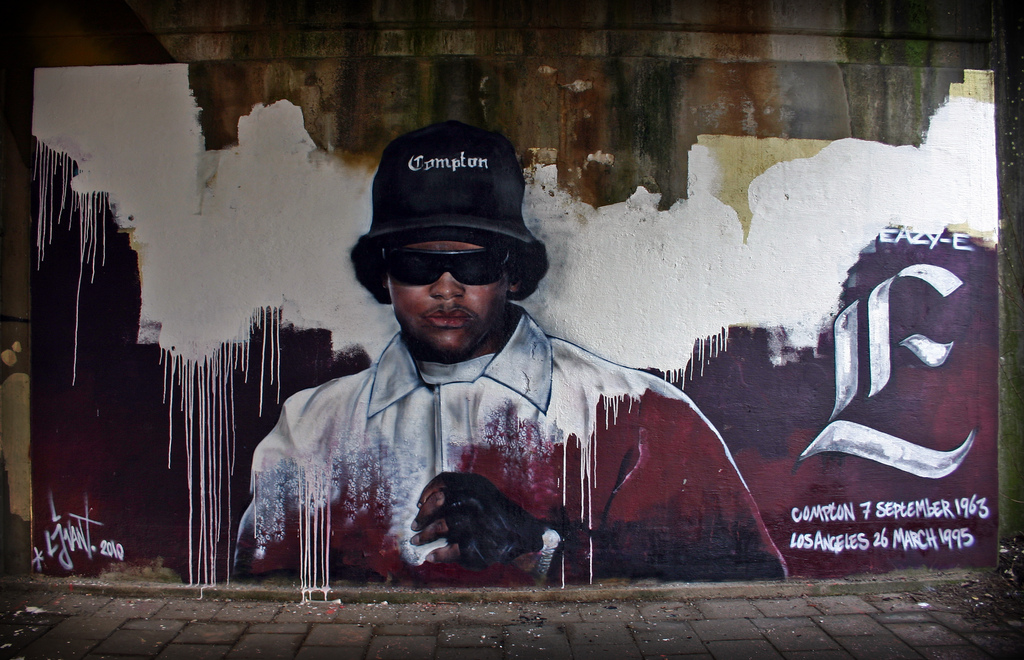
Graffiti von Eazy-E in Leeuwarden

### Studioalben
| Jahr | Titel                                        | Höchstplatzierung, Gesamtwochen, AuszeichnungChartplatzierungen (Jahr, Titel, Platzierungen, Wochen, Auszeichnungen, Anmerkungen) | Höchstplatzierung, Gesamtwochen, AuszeichnungChartplatzierungen (Jahr, Titel, Platzierungen, Wochen, Auszeichnungen, Anmerkungen) | Anmerkungen                              |
| Jahr | Titel                                        | UK | US | Anmerkungen                              |
| ---- | -------------------------------------------- | --- | --- | ---------------------------------------- |
| 1988 | Eazy-Duz-It                                  | — | US32 ×2Doppelplatin · (92 Wo.)US                                                                                                  | Erstveröffentlichung: 16. September 1988 |
| 1995 | Str8 off tha Streetz of Muthaphukkin Compton | UK66 (1 Wo.)UK | US3 Gold · (18 Wo.)US | Erstveröffentlichung: 24. November 1995  |

### EPs
| Jahr | Titel                         | Höchstplatzierung, Gesamtwochen, AuszeichnungChartplatzierungen (Jahr, Titel, Platzierungen, Wochen, Auszeichnungen, Anmerkungen) | Höchstplatzierung, Gesamtwochen, AuszeichnungChartplatzierungen (Jahr, Titel, Platzierungen, Wochen, Auszeichnungen, Anmerkungen) | Anmerkungen                             |
| Jahr | Titel                         | UK | US | Anmerkungen                             |
| ---- | ----------------------------- | --- | --- | --------------------------------------- |
| 1992 | 5150: Home 4 tha Sick         | — | US70 Gold · (18 Wo.)US | Erstveröffentlichung: 28. Dezember 1992 |
| 1993 | It’s On (Dr. Dre) 187um Killa | — | US5 ×2Doppelplatin · (38 Wo.)US                                                                                                   | Erstveröffentlichung: 19. Oktober 1993  |
| 2002 | Impact of a Legend            | — | US113 (4 Wo.)US | Erstveröffentlichung: 26. März 2002     |

### Kompilationen
| Jahr | Titel            | Höchstplatzierung, Gesamtwochen, AuszeichnungChartplatzierungen (Jahr, Titel, Platzierungen, Wochen, Auszeichnungen, Anmerkungen) | Höchstplatzierung, Gesamtwochen, AuszeichnungChartplatzierungen (Jahr, Titel, Platzierungen, Wochen, Auszeichnungen, Anmerkungen) | Anmerkungen                             |
| Jahr | Titel            | UK | US | Anmerkungen                             |
| ---- | ---------------- | --- | --- | --------------------------------------- |
| 1995 | Eternal E        | — | US84 Gold · (12 Wo.)US | Erstveröffentlichung: 28. November 1995 |
| 2007 | Featuring…Eazy-E | — | — | Erstveröffentlichung: 4. Dezember 2007  |
| 2010 | Tri-Pack         | — | — | Erstveröffentlichung: 2010              |

### Singles als Leadmusiker
| Jahr | Titel Album                                                      | Höchstplatzierung, Gesamtwochen, AuszeichnungChartplatzierungen (Jahr, Titel, Album, Platzierungen, Wochen, Auszeichnungen, Anmerkungen) | Höchstplatzierung, Gesamtwochen, AuszeichnungChartplatzierungen (Jahr, Titel, Album, Platzierungen, Wochen, Auszeichnungen, Anmerkungen) | Anmerkungen                      |
| Jahr | Titel Album                                                      | UK | US | Anmerkungen                      |
| ---- | ---------------------------------------------------------------- | --- | --- | -------------------------------- |
| 1987 | Boyz-n-the-Hood N.W.A. and the Posse                             | UK— SilberUK | US50 (2 Wo.)US |                                  |
| 1993 | Real Muthaphuckkin G’s It’s On (Dr. Dre) 187um Killa             | — | US42 (16 Wo.)US | feat. B. G. Knocc Out und Dresta |
| 1995 | Just tah Let U Know Str8 off tha Streetz of Muthaphukkin Compton | UK32 (3 Wo.)UK | US45 (12 Wo.)US |                                  |

Weitere Singles
- 1988: Eazy-er Said Than Dunn
- 1989: Eazy-Duz-It
- 1989: We Want Eazy (feat. Dr. Dre und MC Ren)
- 1992: Only If You Want It
- 1992: Neighborhood Sniper (feat. Kokane und Cold 187um)
- 1993: Any Last Werdz (feat. Kokane und Cold 187um)
- 1994: Luv 4 Dem Gangsta’z
- 1995: Tha Muthaphukkin’ Real (feat. MC Ren)
- 1996: Creep N Crawl
- 2002: Switchez (feat. Roc Slanga)

### Singles als Gastmusiker
| Jahr | Titel Album                             | Höchstplatzierung, Gesamtwochen, AuszeichnungChartplatzierungen (Jahr, Titel, Album, Platzierungen, Wochen, Auszeichnungen, Anmerkungen) | Höchstplatzierung, Gesamtwochen, AuszeichnungChartplatzierungen (Jahr, Titel, Album, Platzierungen, Wochen, Auszeichnungen, Anmerkungen) | Anmerkungen                       |
| Jahr | Titel Album                             | UK | US | Anmerkungen                       |
| ---- | --------------------------------------- | --- | --- | --------------------------------- |
| 1995 | Foe tha Love of $ Creepin on ah Come Up | — | US41 (14 Wo.)US | Bone Thugs-N-Harmony feat. Eazy-E |

Weitere Gastbeiträge
- 1989: The Grand Finalé (mit The D.O.C., Ice Cube und MC Ren)
- 1990: Anything You Want (mit Tairrie B)
- 1992: Trust No Bitch (mit Penthouse Players Clique, DJ Quik und AMG)
- 1993: Game Wreck-Oniz-Iz Game (mit Above the Law und Kokane)
- 1993: Niggaz and Jewz (Some Say Kikes) (mit Blood of Abraham und Will 1 X)

## Auszeichnungen für Musikverkäufe
| Goldene Schallplatte - Neuseeland - 2025: für das Album Eternal E | Platin-Schallplatte - Neuseeland - 2022: für die Single Boyz-n-the-Hood - 2022: für die Single Real Muthaphuckkin G’s |

Anmerkung: Auszeichnungen in Ländern aus den Charttabellen bzw. Chartboxen sind in ebendiesen zu finden.
| Land/RegionAuszeichnungen für Musikverkäufe (Land/Region, Auszeichnungen, Verkäufe, Quellen) | Silber  | Gold     | Platin     | Verkäufe  | Quellen              |
| -------------------------------------------------------------------------------------------- | ------- | -------- | ---------- | --------- | -------------------- |
| Neuseeland (RMNZ)                                                                            | —       | Gold1    | 2× Platin2 | 67.500    | radioscope.co.nz NZ2 |
| Vereinigte Staaten (RIAA)                                                                    | —       | 3× Gold3 | 4× Platin4 | 4.250.000 | riaa.com             |
| Vereinigtes Königreich (BPI)                                                                 | Silber1 | —        | —          | 200.000   | bpi.co.uk            |
| Insgesamt                                                                                    | Silber1 | 4× Gold4 | 6× Platin6 |           |                      |